# Cena komercyjna
Ceny komercyjne – pojęcie pochodzące z lat 70. XX wieku w Polsce socjalistycznej. Ceny komercyjne wprowadzono w 1976 roku, m.in. w tzw. sklepach komercyjnych. Ceny te były wyższe od obowiązujących w zwykłych sklepach, w związku z czym towar, choć droższy, był łatwiej dostępny – był to pewien surogat ceny rynkowej.
Po wprowadzeniu w 1976 reglamentacji cukru wprowadzono sprzedaż niereglamentowaną po cenie komercyjnej, ponad dwukrotnie wyższej od ceny cukru reglamentowanego. Doprowadzało to np. do sytuacji, gdy jeden z sąsiadujących sklepów wędliniarskich – oferował towar w cenach komercyjnych, np. kiełbasę – w ciągłej sprzedaży i obsługiwał maksymalnie do 10 klientów a drugi, oferujący towar po cenie urzędowej, oblegany przez kilkadziesiąt osób kończył sprzedaż z braku towaru wkrótce po otwarciu.
Wprowadzanie cen komercyjnych związane było z niewydolnością gospodarczą systemu socjalistycznego obowiązującego w PRL. Władze w ten sposób próbowały podnieść ceny.
W związku z pojęciem cen komercyjnych należy wspomnieć o sklepach Wojskowej Centrali Handlowej i Konsumach (zwanych również „sklepami za żółtymi firankami), niedostępnych dla ogółu obywateli. Instytucje te sprzedawały towary, często niedostępne w innych placówkach handlowych ówczesnej Polski, wyłącznie określonym grupom zawodowym: wojsku, milicji, pracownikom SB, do tego po cenach niższych od obowiązujących w ogólnodostępnym handlu.
11 postulat z Postulatów Sierpniowych brzmiał: Znieść ceny komercyjne oraz sprzedaż za dewizy w tzw. eksporcie wewnętrznym. Postulat ten został częściowo zrealizowany wraz z wprowadzeniem wiosną 1981 reglamentacji mięsa (co również było realizacją postulatów z Sierpnia). „Eksport wewnętrzny”, czyli sprzedaż za waluty obce i tzw. bony dewizowe utrzymano, a handel w tym systemie w sklepach Pewexu i Baltony funkcjonował do roku 1990.
Po reformie cen w 1982 r. ceny towarów dzieliły się na ceny urzędowe, regulowane i umowne.